# حرف مرجي
الحُرف المرجي أو حُرف المروج  أو حُرف الماء أو حُرْف الحقل أو صِنَاب الماء أو قرد مانا نوع نباتي مُزهر يتبع جنس الحُرْف من الفصيلة الصليبية. ينمو في معظم أنحاء أوروبا وغرب آسيا.

## الوصف النباتي
الحرف المرجي نبات عشبي معمّر ذو أوراق ريشية، ينمو ليبلغ ارتفاعه من 40-60 سم، له أوراق من 5-12 سم. وهو ينمو بشكل أفضل بالقرب من الماء.
اسمها الشائع زهرة الوقواق مشتق من تكوّن زهور النبات في نفس الوقت (تقريبًا في أول الربيع) الذي تصل فيه طيور الوقواق إلى الجزر البريطانية.

## الموئل والانتشار
موطنه المغرب العربي ومعظم أنحاء أوروبا. ينتشر أيضًا في شرق آسيا. ويُعتبر الحرف المرجي زهرة المقاطعة في مقاطعة تشيشير الإنجليزية.

## الزراعة
يُزْرعُ الحرف المرجي كنبات للزينة في الحدائق، ويُعتبرُ نباتًا غذائيًا للفراشة البرتقالية وهو إضافة قيمة إلى أي حديقة تهدف إلى جذب الحياة البرية.

## التراث الشعبي
في الفولكلور قيل أنها مقدسة للجنيات، وبالتالي ليس من المناسب زراعتها داخل المنازل، ولم تُستخدم في أكاليل عيد العمال للسبب نفسه.

## مرادفات للاسم العلمي
- (باللاتينية: Cardamine pratensis subsp. hayneana var. rivularis (Schur) Nyár.)
- (باللاتينية: Cardamine nemorosa Lej.)
- (باللاتينية:  Cardamine praticola Jord.)
- (باللاتينية: Cardamine rivularis Čopyk)
- (باللاتينية: Cardamine udicola Jord.)
- (باللاتينية: Cardamine ullepiciana Borbas)
- (باللاتينية: Cardamine pratensis L. subsp. pratensis)
- (باللاتينية: Cardamine pratensis subsp. atlantica (Emb. & Maire) Greuter & Burdet)
- (باللاتينية: Cardamine pratensis subsp. genuina Čelak., des. inval.)
- (باللاتينية: Cardamine pratensis subsp. major Tomšovic)
- (باللاتينية: Cardamine pratensis subsp. picra De Langhe & D'hose)
- (باللاتينية: Cardamine pratensis subsp. ullepiciana (Borbás) Jay)

## معرض صور

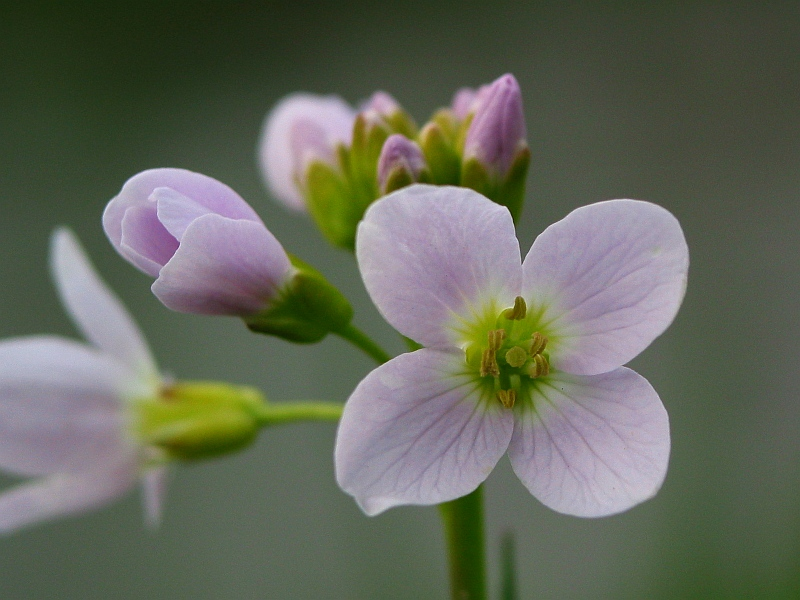
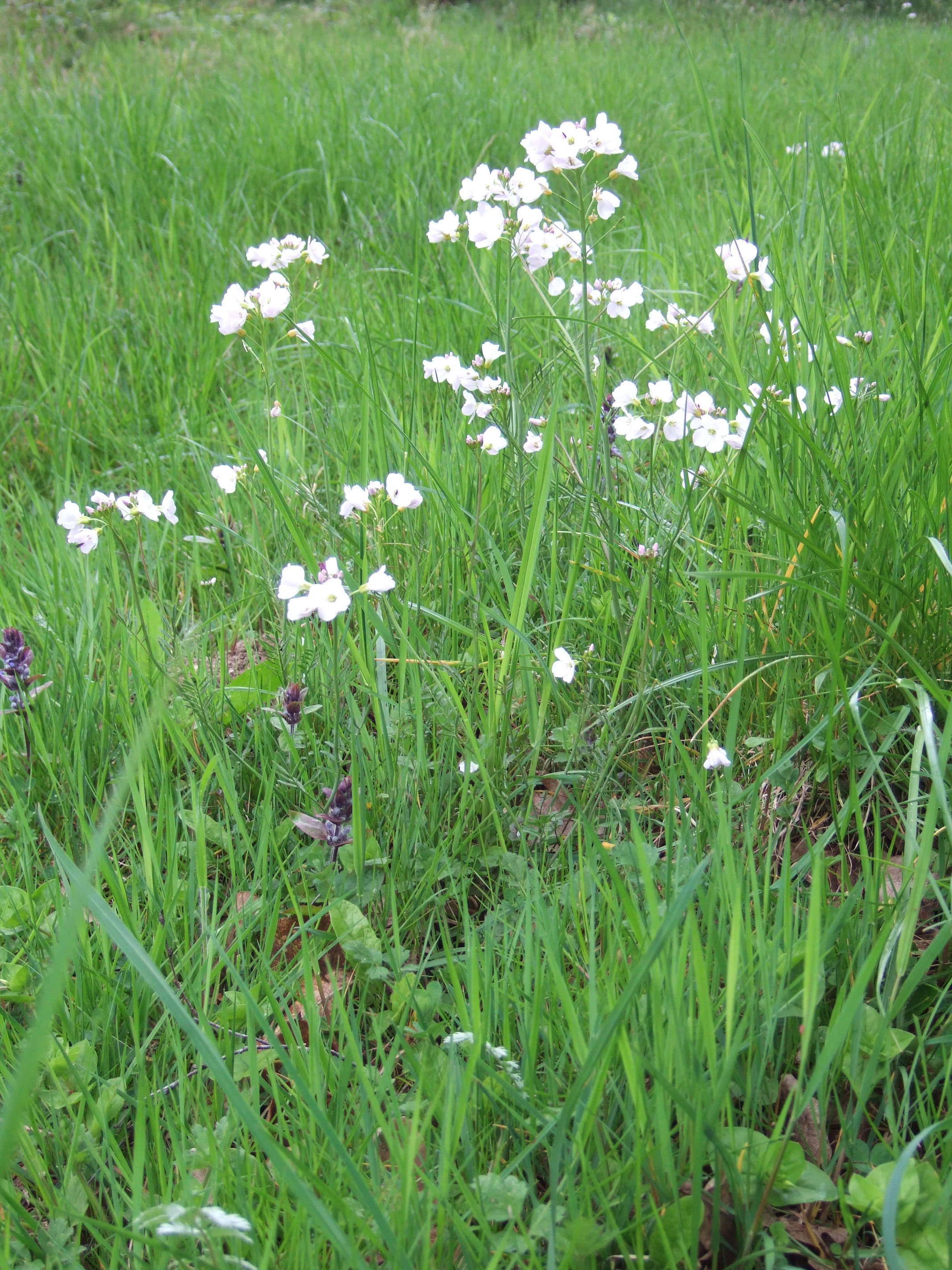
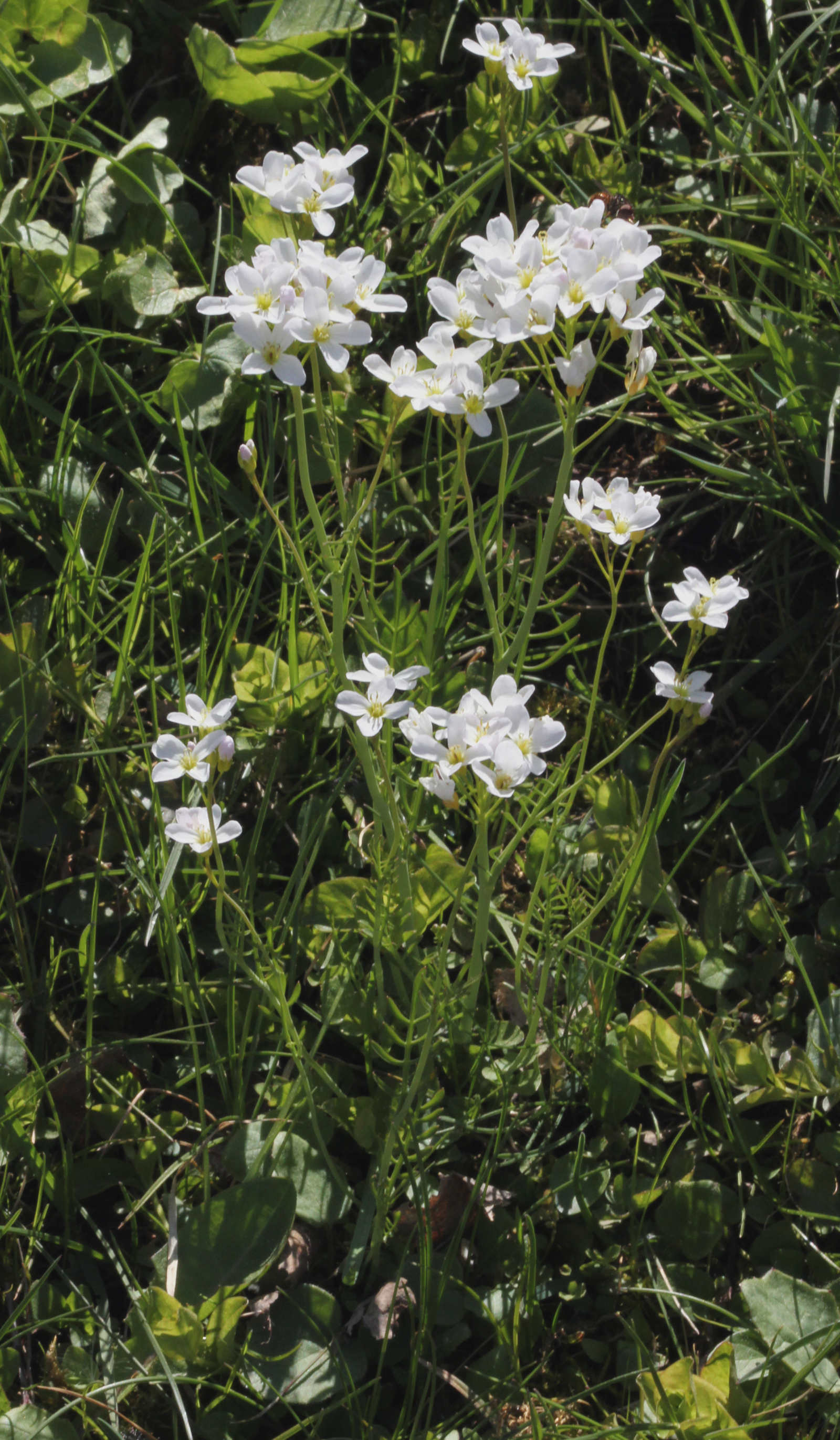
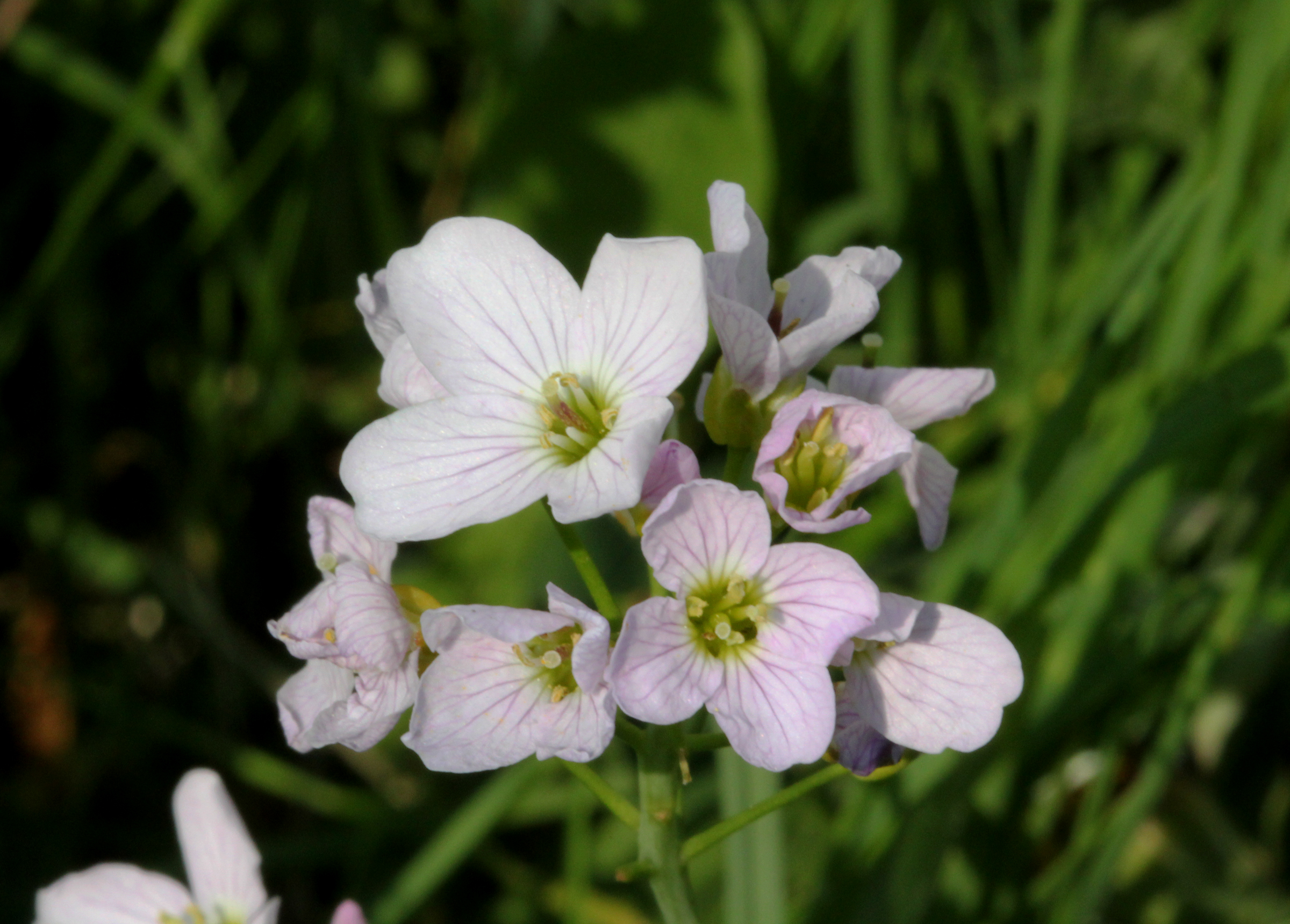
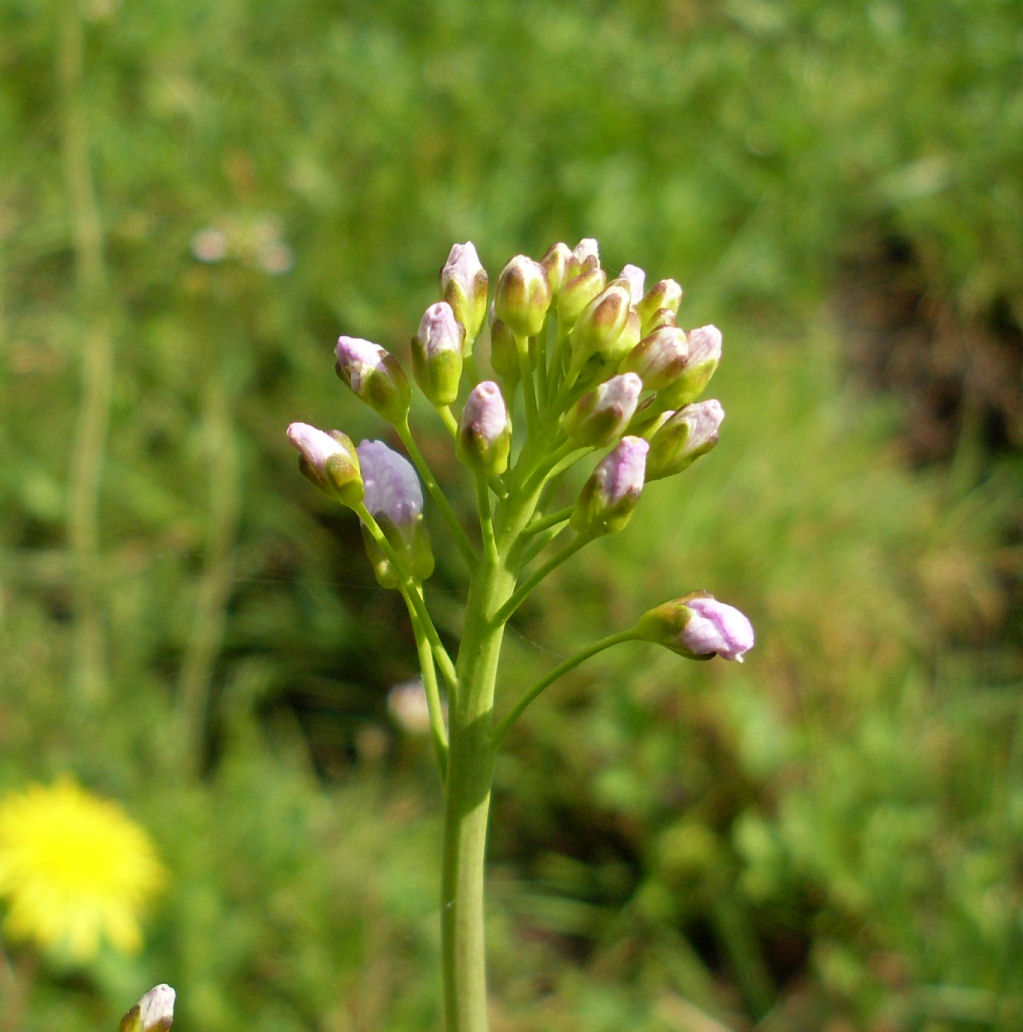
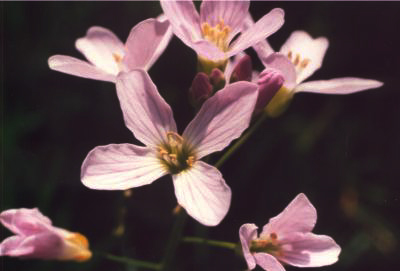